# Job, Puy-de-Dôme
Job är en kommun i departementet Puy-de-Dôme i regionen Auvergne-Rhône-Alpes i centrala Frankrike. Kommunen ligger i kantonen Ambert som tillhör arrondissementet Ambert. År 2022 hade Job 994 invånare.

## Befolkningsutveckling
Antalet invånare i kommunen Job
| Referens: INSEE |